# 스페인 의회
스페인 의회(스페인어: Cortes Generales)는 스페인의 입법 기관이다. 스페인의 의회는 상원과 하원으로 구분되어 있다. 스페인 의회는 일단 양원 모두 어떤 법에 대해서든 집행권을 가지며 1978년 헌법을 수정할 수 있는 결정권도 갖고 있다. 이에 더해 하원은 총리의 내각을 출범하고 해산하는 데 결정적인 역할을 행사할 수 있다. 스페인 헌법에서 스페인 총리는 일단 국왕이 임명하고 후에 하원이 승인하는 형식을 따른다.

## 역사

### 기원: 중세(8-12세기)
Cortes의 체계는 봉건주의의 일환으로 중세 때 생겨났다. "Corte"란 국왕의 충복들 중 가장 영향력이 강했던 신하들로 구성된 일종의 진언 위원회였다. 레온 왕국의 의회는 1188년부터 시작했으며 국회의원과 같은 스페인 정부를 대표하는 형태의 구성체를 처음으로 출범했다. 레온 왕국의 스페인 의회는 서유럽에서 최초로 출범한 의회 기구이기도 하다. 1230년부터 레온-카스티야 왕국의 의회가 합쳐졌으나 그 영향력은 줄어들게 된다. 고위 성직자, 귀족, 도시 대표로 구성된 의회는 각기 다른 배경을 갖고 있었다. 왕은 해산 및 소집권을 갖고 있었지만 영주들의 세력이 막강한데다 군대를 갖고 있었고 왕실 재정권을 쥐고 있는 것과 다름 없었기에 충성을 보장 받는 대가, 즉 전쟁에 대한 비용을 지불한다는 묵시 아래 대부분의 의결안에 서명한다.

### 중산층의 대두 (12-15세기)
12세기 도시들이 여러 곳에서 다시 생겨나면서 새로운 사회 계층이 등장한다. 도시에 사는 사람들은 귀족도 아니었지만 봉신도 아닌 경우가 있었다. 더군다나 귀족들은 레콘키스타 때문에 재정적 부담이 극에 달해 있었다. 이에 따라 부르주아burguesía) 계층이 돈과 권력을 쥐기 시작한다. 왕은 각 도시의 대표자를 의회로 모으되 이를 부르주아 계층에게 일임하여 레콘키스타를 위한 재정적 부담을 줄이려 한다. 이 시기에는 의회가 왕의 결정을 반대하는 의결권을 이미 확보했으므로 거부권을 행사하는 것도 다반사였다. 더군다나 의회 구성원들 스스로 선출한 대표자들은 왕의 영구 고문관으로 활동하여 의회보다 더 높은 권력을 쥐는 경우도 있었다.

### 가톨릭 군주 (15세기)
카스티야의 이사벨 1세와 아라곤의 페르난도 2세는 가톨릭 군주로서 부르주아와 귀족의 세를 억누르기 시작한다. 의회의 세력은 크게 약화되었고 군주의 결정을 단순히 의결해 공표할 뿐이었으며 이는 귀족들이 의회의 편에 서게 됐음을 의미했다. 마찰의 주요 쟁점은 왕권 강화와 감세 정책이었다. 때문에 의회는 다각적으로 대응책을 강구했다. 대표적인 예로 크리스토퍼 콜럼버스의 항해 지원을 이사벨라 여왕이 추진하고자 했을 때 의회 부르주아 세력의 반대는 거셌고 이를 해결하는 데 큰 어려움이 있었다.

### 제국 시대의 의회(16-17세기)
스페인 제국 시기 동안에도 의회의 역할은 군주의 결정을 자동으로 인가하는 정도에 머물렀다. 그러나 특별히 아메리카 대륙에 대한 문제와 세금에 대한 문제에 대해서는 영향력을 행사했다. 황금 시대(스페인어: Siglo de Oro)는 스페인 정치사에서는 암흑기였다. 네덜란드는 독립을 선포하여 정쟁이 일어났고 함부르크 왕가의 군주들은 갈수록 세력이 약화되었고 국정은 당시 국왕의 시종 출신이던 올리바레스 백작이 담당했다. 이는 의회의 영향력을 높이는 계기를 일으켰고 왕의 결정에 대해 반대를 표명하지 않을 때에도 의회의 독립성은 커졌다.

### 아라곤과 나바라 왕국의 의회

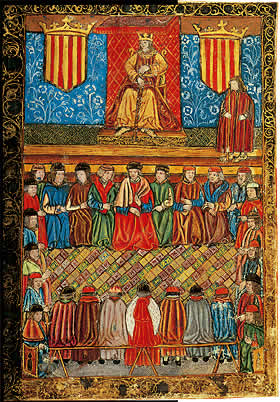
15세기 카탈루냐 의회의 모습. 스페인은 카를 5세가 1516년 카스티야 왕국과 아라곤 왕국의 왕좌를 인정하면서 사실상 통일된다. 행정 구역에 대해서는 그 통치에 한계가 있어 1812년 최초의 근대 헌법이 통과되기 전까지는 완벽히 중앙집권체제를 구축하지 못했다.

아라곤 왕국(아라곤, 카날루냐, 발렌시아) 연합체와 나바라 왕국은 카스티야 왕국과 별도로 독립되어 있었다. 이는 1717년 누에바 플란타 법령(Nueva Planta decrees)이 공표되어 아라곤 왕국이 카스티야 왕국과 합쳐지고 중앙집권화된 스페인이 되기 전까지 이뤄졌다. 아라곤 왕권의 폐지는 1716년에야 이뤄졌으며 나바라 지방은 1833년 지방 분할이 이뤄지기 전까지 자치권을 갖고 있었다. 이는 과거 푸에로(행정구역의 일종)가 그대로 보존되어 현재에 오고 있는 유일한 예이다. 스페인 연방 정부 또한 이를 인정하며 자치 지방을 규정할 때에도 특별히 나바라 지방의 도시들을 인용하여 특별한 지위를 표시한다. 단 스페인 헌법이 상위로 작용한다.
카탈루냐와 발렌지아 지방의 의회도 원래 각기 존재했으며 이들 왕국의 의회가 실질적으로는 카스티야 왕국의 의회보다 훨씬 실증적이고 강력한 영향력을 행사했던 것으로 파악되고 있다. 최고 위원회가 존재하여 법령의 이행을 감독하고 평가하는 업무를 맡았다. 그러나 함부르크 왕가와 부르봉 왕가 군주들은 중앙집권화를 위해 압력을 행사했고 대외 관계에 있어서는 독보적인 권력을 쥐어 최고 위원회는 의회와 합력하지 않고 의회의 문제와 관련 없는 부분에 대해 역할하도록 그 기능이 변화한다. 이에 따라 스페인의 의회는 영국처럼 의회의 체계가 뿌리 깊게 내리는 데 실패하며 왕실의 칙령을 인가하는 수준에 머물게 된다. 그럼에도 불구하고 의회는 때에 따라 예산 문제에 대해서 만큼은 반대 의사를 드러냈으며 성공한 경우도 있었지만 그렇지 못한 경우도 있었다.

### 카디스 의회 (1808-14)과 3년의 자유(1820-23)
카디스 의회는 임시 정부의 의회로서 기능한다. 반도 전쟁으로 프랑스가 스페인 거의 대부분을 1808년 이후로 장악하게 되었고 의회는 해안 지대의 요새인 카디스를 피신처로 삼는다. 의회는 카데스에서 소집되었지만 많은 주에서 의원들을 파송할 수 없었으므로 대신들이 대부분 카디스 내에서 선출되어 일했다. 즉 대리인(Deputies)이 대표하여 업무를 수행했으므로 현재 스페인 하원의 영문명(Congress of Deputies)이 굳어진다. 자유주의 세력이 대부분의 세를 떨치고 있었으며 1812년 헌법이 통과된다. 그러나 페르난도 7세는 이를 거부하고 보수 정치를 압박하여 1812년 헌법이 근대적 의미의 자유 헌법으로서 의미를 갖게 된다. 수많은 군사 쿠데타가 일어났으며 마침네 라파엘 델 리에고의 쿠데타 성공으로 자유주의 헌법이 수용되어 1820-23년까지 잠시 동안의 자유로운 시기(Trienio Liberal)가 열린다. 페르난도 7세는 정부를 와해하기 위해 거의 모든 법령에 거부권을 행사했으며 신성 동맹에 자국을 침략하여 자신의 절대 왕권을 확보해달라는 요구를 했다. 그가 주변 대국들에게 이러한 요청을 계속하면서 프랑스 군대가 스페인을 침공했고 자유주의 도시들의 반발이 거세졌다. 그러나 공세에 역부족이여서 많은 자유주의자들이 프랑스로 추방되었다. 페르난도 7세의 두 번째 절대 왕권은 1833년 그가 죽을 때까지 이어졌으며 이 때부터는 앙시앵 레짐, 즉 강력한 권력을 행사하는 과거의 행태를 무조건적으로 추진하지 않게 된다.

### 제1공화국 의회 (1873–1874)
군주제가 1873년 폐지되면서 스페인 국왕은 추방된다. 스페인 상원은 왕실이 임명한다는 그 근본적 이유 때문에 폐지됐고 공화국은 스페인 하원이 헌법을 다시 쓰도록 하여 연방 공화국 제도를 표방하도록 해 의회의 힘을 거의 최상으로 두게 했다. 그러나 많은 사람들이 문맹이었기 때문에 스페인 국민들 스스로 공화국을 실현해나가는 데에는 장애가 많았다. 여러 위기 이후 공화국이 몰락하면서 1874년 군주제는 부활한다.

### 복고 왕정 시대(1874–1930)
1차 공화국 이후의 체제를 복고 왕정이라 칭한다. 형태상으로는 입헌군주제였으며 과거와 마찬가지로 종이휴지에 불과했던 의회는 총리와 상원 의원 임명과 해산 등에 대해서만 활동한다.
1917년 10월 혁명 후 스페인 정당제는 복수정당제가 되며 스페인 공산당, 스페인 사회노동당 등 좌파 정당은 작은 마을들에서 자행된 정부의 조작 선거 결과 발표를 비난한다. 이 와중에 양당의 지도자들이 암살되며 정국이 극도의 혼란에 빠진다. 정치 지도자들이 없어지면서 정권 자체도 불안정했으며 극도의 경찰력이 투입되면서 이는 결국 독재로 이어진다. 이 동안 상원은 다시 폐지된다.

### 제2공화국 의회 (1931–1939)
해군 제독 후안 바우티스타 아스나르 카바냐스의 독재 하에 지방 총선이 실시됐다. 전국으로 봤을 때는 군주파에 유리했지만 대부분의 지방 수도와 주요 도시는 거의 대부분 공화당을 지지했다. 이는 야권의 승리로 해석되었고 항상 정부 측의 선거 조작을 의심이 됐던 지방에서도, 정부가 공공연하게 조작을 행할 수 없는 도시에서도 이러한 결과가 나타나자 왕은 스페인을 떠났고 공화국이 1931년 4월 14일 선포된다. 제2공화국은 대통령제 공화국을 표방하여 일원제 의회로서 공화제를 표방했다. 대통령은 총리의 지명과 경질을 포함하여 의회의 해산에 대한 제한적인 결정권을 갖고 있었고 새로운 선거를 명령할 수도 있었다.
1931년 스페인 헌법이 마련되면서 전 군주제 지지자 세력의 당수였던 니세토 알칼라사모라가 대통령으로, 공화주의자이자 좌파 당수이던 마누엘 아사냐가 총리로 임명됐다. 1931년 스페인 총성이 일어나면서 정부는 아사냐와 연립정권을 추진했다. 가장 중요한 사건은 여성에게도 투표권이 생겨났으며 비판 목소리도 있었다. 또한 스페인 역사상 두 번째로 일부 지역에서는 지방자치 정부가 구성되어 하나의 독립체로 활동하게 된다. 극우 세력들이 호세 산후르호 장군을 필두로 1932년 쿠데타를 일으켰지만 진압됐다.
두 번째로 열린 선거는 1933년이었으며 급진당(자유주의)과 스페인우파연합 (보수)의 연립이 승리한다. 처음에는 우파연합의 지지에 따라 급진당만 내각에 진출했다. 그러나 정권 중반기에 이르러 여러 부패 스캔들이 연루되면서 우파연합이 1934년 내각에 참여하게 된다. 이는 좌파 정당의 반발을 낳았지만 곧 진압된다. 카탈루냐 좌파 정부는 연방정부의 존재 자체를 거부하며 반정권 움직임을 나타낸다. 이는 카탈루냐 주정부 붕괴를 야기했으며 일부는 투옥된다. 의회의 소수 좌파 세력은 우파 정권에 대한 사회의 거부가 부른 결과라고 주장했고 대통령은 우파 세력의 독재주의를 경계하고자 의회를 해산한다.
1936년 선거가 이뤄지면서 모든 정권이 세 연립으로 나뉘어 그 경쟁이 거셌다. 인민 전선과 우파 국민 전선당, 중도 연합 세 세력중 결국에는 인민 전선이 국민 전선당과 마지막까지 접전을 벌이다 승리한다. 그러나 의회 임명 체계가 바뀌어 있는 상태여서 의석 자체는 국민전선당이 훨씬 많이 차지하게 된다. 새로운 의회는 출범 직후 니세토 알칼라사모라를 사임시키고 마누엘 아사냐를 임명했다. 세 번째 선거가 치러진 이후에 스페인 의회의 분열은 극에 달해 정점을 이룬다. 이미 부패를 저지르던 우파 정권과 우파 정권이 닦아 놓은 오랜 정권의 기틀은 흔들리고 있었으며 우파 내에서도 반발이 시작된다. 1936년 군부의 실패한 쿠데타가 스페인 내전으로 촉발되고 제2공화국은 전복된다.

### 프랑코 독재 체제 하의 의회(1939–1978)
독재자 프란시스코 프랑코는 스스로 의회의 불안정한 체계를 고치고 살아있는 민주주의, 즉 국민들이 직접적으로 참여해 국가 정책이 정당과 상관 없이 이뤄질 수 있도록 하겠다고 말했다.
1939-1942년 스페인 입법은 헌법 없이 이뤄져 팔랑헤 당원 100명으로 구성된 국가위원회가 무기한 의회를 대체하게 된다. 1942년 발표된 헌법은 형식적으로 의회를 꾸렸고 400석 중 대다수가 프랑코의 팔랑헤당 출신이었다. 상원은 선출되지도 않았고 상징적으로 있기만 했으며 프랑코의 허수아비였다.

### 1978년 민주화 이후의 스페인 의회

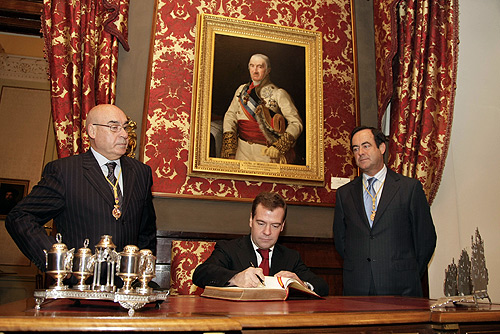
2009년 3월 3일 마드리드 의회당에 방문한 러시아 대통령 드미트리 메데레프가 the Book of Distinguished Guests 에 서명하는 모습

현재 스페인 의회는 양원제이며 입법권을 갖긴 하지만 하원은 상원의 어떤 결정에 대해서도 번복할 수 있는 강력한 힘을 갖고 있으며 하원에서 대다수 혹은 절대 다수가 상원의 결정에 반대하는 의견일 경우 이뤄진다.
하원은 350석으로 되어있으나 언제든 바뀔 수 있으며 최소 300석~최대 400석이다. 350이라는 수치는 국민들의 직접보통선거로 임명되는 의원의 수를 말한다.
상원은 보통 각 지방 당 4명이 선출되며 부분적으로 각 자치 정부의 입법 기관에서 임명하여 파견한다. 각 자치 지방 당 2명이 배정되며 백만 명의 주민 당 1명이 더 임명된다. 상원은 상위 의결기관으로 나타나 있지만 그 역할이 충실한가에 대해서는 스페인 사회노동당과 민족주의 계열에서 논란이 제기되고 있다. 이에 따라 상원 개혁 문제는 항상 논의되고 있으며 2007년 11월로 그 논의만 10년 넘게 이뤄지고 있다.